# Trnovec nad Váhom
Trnovec nad Váhom é um município da Eslováquia, situado no distrito de Šaľa, na região de Nitra. Tem 32,54 km² de área e sua população em 2018 foi estimada em 2.716 habitantes.

## Demografia
| Ano:        | 1994 | 2004   | 2014   | 2024   |
| ----------- | ---- | ------ | ------ | ------ |
| Broj ljudi: | 2466 | 2603   | 2688   | 2757   |
| Razlika:    |      | +5,55% | +3,26% | +2,56% |

| Ano:               | 2023 | 2024   |
| ------------------ | ---- | ------ |
| Número de pessoas: | 2775 | 2757   |
| Diferença:         |      | -0,64% |